# Allocasuarina humilis
Espèce
Allocasuarina humilis est une espèce d'arbuste, proche des filaos, originaire du sud-ouest de l'Australie-Occidentale.
Les plantes peuvent être dioiques ou monoiques.
Les fleurs mâles ont des pointes brun-roux de 6 à 18 mm de longueur tandis que les fleurs femelles sont sensiblement sphériques de 12 à 22 mm de long sur 10 à 17 de diamètre.
L'arbuste mesure entre 60 cm et 2 m de haut.

## Synonymes
- Casuarina humilis Otto & A.Dietr.
- Casuarina humilis var. macrocarpa Miq.
- Casuarina preissiana Miq.
- Casuarina selaginoides Miq.
- Casuarina tephrosperma Miq.